# Superliga hokeja na trawie (2021/2022)
Superliga hokeja na trawie (2021/2022) – 85. edycja rozgrywek o drużynowe mistrzostwo Polski mężczyzn, a trzecia pod nadzorem spółki "Hokej Superliga". 
Rozgrywki prowadzone były z udziałem 8 drużyn i były podzielone na dwie fazy: zasadniczą i play-off. 
W fazie zasadniczej każda z drużyn rozegrała po 14 meczów systemem ligowym („każdy z każdym”). Dwa czołowe zespoły po fazie zasadniczej rozegrały dwumecz o mistrzostwo Polski, a drużyny z miejsc 3-4 o brązowy medal. Ostatnia  drużyna została zdegradowana do I ligi, a zespół z 7. miejsca zmierzył się w dwumeczu barażowym z wicemistrzem I ligi o utrzymanie.
Mistrzem Polski po raz 26. został Grunwald Poznań, a zdegradowana została LKS Gąsawa. Najlepszym strzelcem został Jacek Kurowski z Grunwaldu, który zdobył 29 goli. Do Superligi awansował LKS Rogowo.

## Faza zasadnicza
| Lok. | Drużyna                    | Mecze | Punkty | Bramki |
| ---- | -------------------------- | ----- | ------ | ------ |
| 1.   | WKS Grunwald Poznań        | 14    | 36     | 66-17  |
| 2.   | KS Pomorzanin Toruń        | 14    | 33     | 63-26  |
| 3.   | KS AZS AWF Poznań          | 14    | 29     | 40-28  |
| 4.   | KS Warta Poznań            | 14    | 19     | 36-42  |
| 5.   | UKH Start 1954 Gniezno     | 14    | 18     | 27-38  |
| 6.   | AZS Politechnika Poznańska | 14    | 13     | 35-45  |
| 7.   | KS Stella Gniezno          | 14    | 11     | 27-63  |
| 8.   | LKS Gąsawa                 | 14    | 9      | 22-57  |

     Play-off o mistrzostwo Polski
     Play-off o brązowy medal
     Baraż o utrzymanie
     Spadek do I ligi

## Faza play-off

### Dwumecz o Mistrzostwo Polski
| Drużyna             | Wynik | Drużyna             |
| ------------------- | ----- | ------------------- |
| WKS Grunwald Poznań | 5:0   | KS Pomorzanin Toruń |
| KS Pomorzanin Toruń | 3:3   | WKS Grunwald Poznań |

### Dwumecz o III miejsce Mistrzostw Polski
| Drużyna           | Wynik | Drużyna           |
| ----------------- | ----- | ----------------- |
| KS AZS AWF Poznań | 1:0   | KS Warta Poznań   |
| KS Warta Poznań   | 2:2   | KS AZS AWF Poznań |

## Baraż o utrzymanie
| Drużyna                | Wynik | Drużyna                |
| ---------------------- | ----- | ---------------------- |
| MKS Środa Wielkopolska | 1:4   | KS Stella Gniezno      |
| KS Stella Gniezno      | 3:3   | MKS Środa Wielkopolska |

## Medaliści
| Lp. | Drużyna             |
| --- | ------------------- |
| 1.  | WKS Grunwald Poznań |
| 2.  | KS Pomorzanin Toruń |
| 3.  | KS AZS AWF Poznań   |